# Bábel tornya építése
A Bábel tornya építése id. Pieter Brueghel németalföldi festő három festményének volt témája. Az első festményt, amely egy elefántcsontra festett miniatúra volt, Rómában őrizték, mára elveszett. A két fennmaradt festmény Bábel tornya építését ábrázolja, amely a Biblia egy ószövetségi leírásában szereplő építmény. A Teremtés könyve szerint a tornyot Noé utódai kezdték építeni, akik akkor még mind egy nyelvet beszéltek: És mondának: Jertek, építsünk magunknak várost és tornyot, melynek teteje az eget érje, és szerezzünk magunknak nevet, hogy el ne széledjünk az egész földnek színén.
Brueghel számtalan tornyával és az ókori Róma építészetére emlékeztető megoldásokkal szándékosan a római Colosseumra emlékeztető épületet festett, amely a képek keletkezésének időpontjában még a keresztények üldözésének egyik szimbóluma volt. Brueghel 1552-1553 között tett látogatást Rómában és személyesen ismerte az ókori római építészet jellegzetességeit. A képek emellett a reformációra is utalnak, vagyis a latin nyelven miséző katolikus egyház és a nép nyelvét használó protestáns egyházak közötti ellentétre. Bábel tornyának ábrázolása az 1500-as és 1600-as években népszerű volt a németalföldi festők körében, hatásuk jól látható Brueghel képén, aki nagy figyelmet szentelt a háttér megfestésének.
A két fennmaradt képen a tornyok rendkívül impozánsnak tűnnek széles alapzatukkal és számtalan szintjükkel. Azonban közelebbről szemügyre véve a képet látható, hogy az emeletek nem vízszintesek, eltérnek attól (mivel egy spirális ívét követik). A képen látható munkások azonban az oszlopokat az amúgy ferde talajra merőlegesen emelik, ami bizonytalanná teszi az egész építményt és néhány boltív már építés közben omladozik. Emellett az alapozást és az alsó szinteket még nem fejezték be, amikor már elkezdtek dolgozni a felsőbb szinteken.
A két fennmaradt festmény közül a nagyobbik a Bécsi Szépművészeti Múzeumban, míg a kisebbik Rotterdamban, a Museum Boijmans Van Beuningenben található.

## Fordítás
- Ez a szócikk részben vagy egészben  a   The Tower of Babel (Bruegel) című angol Wikipédia-szócikk fordításán alapul.  Az eredeti cikk szerkesztőit annak laptörténete sorolja fel. Ez a jelzés csupán a megfogalmazás eredetét és a szerzői jogokat jelzi, nem szolgál a cikkben szereplő információk forrásmegjelöléseként.